# Philippe Borrell
Philippe Borrell, né le 26 janvier 1890 à Bordeaux et mort pour la France à Massiges dans le département de la Marne le 25 septembre 1915, est un philosophe français du XXe siècle. Son nom est inscrit au Panthéon dans la liste des 560 écrivains morts pour la France.

## Biographie
Philippe Bernard Xavier Marie Borrell, né le 26 janvier 1890 à Bordeaux est le fils de Bernard Borrell (né en 1853 à Tortosa en Espagne), employé de commerce et de Marie Marguerite Elisabeth Tabart (née en 1860).
Il est élève au lycée de Bordeaux de 1897 à 1906,,,, en même temps que François Mauriac et poursuit à Paris au lycée Henri-IV pour préparer les concours des grandes écoles. où il fait la connaissance du philosophe Alain dont il est l'élève. Celui-ci se rappelle d'un normalien « rouge de santé, travailleur comme un bœuf » qui préparait un diplôme de mathématiques supérieures à la Sorbonne avant le début la Première Guerre mondiale. Lettres sur la philosophie première, texte d'Alain daté de 1911 est écrit pour le jeune philosophe Philippe Borrell.
Dès 12 ans, il adhère à Bordeaux au mouvement du Sillon de Marc Sangnier et y croise François Mauriac. Dans ce cadre, il fait partie des orateurs du IXe congrès national du Sillon qui se tient à Rouen en mars 1910 et collabore à sa revue avec d'autres élèves de l'École normale supérieure, comme Armand Cuvillier et Charles Flachaire. Il écrit aussi pour La Nouvelle revue française, La Revue de philosophie et La Lecture française.
André Piot qui rédige le texte de l'Anthologie des écrivains morts à la guerre dépeint ses traits de caractère : « puissance d'émotion et besoin d'affection, fougue du caractère, profond sentiment religieux » et écrit que Philippe Borrell est « passionné d'études sociales et s'intéresse surtout aux questions pratiques, à l'organisation équitable du travail, à la vie économique ».
En 1908, il est admis à l'École normale supérieure, dans la section lettres et obtient l’agrégation de philosophie en 1913 après un passage à l’École hautes études de sciences sociales,. À l'automne 1914, la Fondation Thiers lui propose de l'accueillir pour poursuivre ses travaux à la sortie du régiment.
Après son admission à l'École normale supérieure, il doit s'engager dans l'armée pour une durée de cinq ans et accomplir une première année de service immédiatement. Il signe son engagement à Bordeaux le 6 octobre 1908 et commence son service militaire au 57e régiment d'infanterie et nommé caporal en avril 1909.
En octobre 1913, après ses études, il est incorporé pour sa deuxième année de service militaire au 128e régiment d'infanterie. Mobilisé à la 6e compagnie dès le début de la Première Guerre mondiale, il est blessé pendant la bataille de la Marne à Maurupt le 8 septembre 1914 par éclat d'obus à la main droite. Il est cité à l'ordre du régiment et promu lieutenant de l'armée active en décembre 1914 : « le lieutenant-colonel félicite particulièrement le lieutenant Borrell et leurs hommes qui nuit et jour sans un moment de répit à la Caponnière se sont dépensés pour entraver la progression de l'ennemi et ait eu à souffrir des effets meurtriers des bombes ».
En juin 1915, il passe au 146e régiment d'infanterie où il est nommé capitaine de la 7e compagnie du 2e bataillon.
Frappé d'une balle au front le 25 septembre 1915 lors de l'offensive de Champagne à Beauséjour, il est porté disparu à Massiges et son corps n'est pas retrouvé,.
Il et décoré chevalier de la Légion d'honneur à titre posthume avec cette citation : « Excellent officier, très belle attitude au feu. Tué à l'ennemi, le 25 septembre 1915, Maisons-de-Champagne, en entrainant ses hommes à l'assaut. Croix de guerre avec palme ».

## Distinctions
- Chevalier de la Légion d'honneur, à titre posthume, 1921
- Croix de guerre 1914–1918, palme de bronze

## Hommages
- Le nom de Philippe Borrell est inscrit au Panthéon dans la liste des 560 écrivains morts pour la France[24].
- Son nom figure sur les plaques commémoratives 1914-1918 du Lycée Michel Montaigne à Bordeaux, de l'École Normale Supérieure à Paris, et sur les monuments aux morts de Bordeaux et de Mirebeau[25].
- Dans ses Mémoires intérieurs[6], François Mauriac se rappelle son ami : « "Une note nous apprend qu'il s’agit de Philippe Borrell, promotion 1910, tué en 1915." Philippe Borrell ! J'accusais Alain, moi qui ai connu son disciple bien avant lui, et qui fus son ami ! C'était en 1905, à Bordeaux. Je devais être son aîné de trois ou quatre ans. II allait encore au lycée et nous nous rencontrions au Sillon. Plus coupable qu'Alain, j’avais fait pire qu’oublier son nom. Lui-même était sorti de ma pensée, comme beaucoup d’êtres connus durant mon adolescence, à Bordeaux, et que ma vie de Paris recouvrit de son énorme vague. Et le voici tout à coup devant moi, ce Philippe, non pas rouge de santé comme nous le montre Alain : un écolier, mais bâti en force, avec un visage construit comme celui du jeune Claudel qu’a sculpté sa sœur Camille. Sous le front puissant couvait l’admirable regard. Tout me revient alors : le Sillon qui nous avait réunis, en 1905, nous sépara très tôt. Plein d’orgueil intellectuel, comme l'est à vingt ans un garçon isolé dans une province, et qui ne bénéficie pas des mises au point qu’imposent les rencontres de Paris, je m’indignais de ce que Borrell, dont la précocité m’éblouissait, affectât de rechercher au Sillon la compagnie de ceux qui ne pouvaient, sur aucun des sujets importants à mes yeux, lui donner la réplique. Nous dûmes "monter à Paris" la même année, lui pour préparer Normale à Henri-IV et moi les Chartes. Mais je ne l’y retrouvai pas. Il me revient tout à coup que je le reconnus un jour, à la porte des Carmes rue de Vaugirard : il vendait le Journal de Sangnier : "La démocratie". Je feignis de ne pas le voir. Non par respect humain ; mais mon premier roman : "L'enfant chargé de chaînes", paraissait au Mercure et faisait scandale parmi les sillonnistes, à cause d'un des personnages qui par quelques traits rappelait Sangnier. Borrell devait me haïr. Je ne l’ai plus revu. Il allait mourir, moi j'allais vivre et l'oublier. Et maintenant il est là. C'est bien lui ; il sort du lycée, avec sa lourde serviette, sa pèlerine mouillée, son regard bleu. D'un poème qu’il m’avait donné, imité de L'Anthologie, deux vers tout à coup me reviennent en mémoire. Je le regarde et il me regarde […] Quand nous nous sommes séparés, il ne lui restait que dix années à vivre et, dans ce bref intervalle, il y eut la rencontre redoutable d’Alain (qui se montre dans ses lettres adressées à Borrell, plus hostile à la Religion que dans ses autres écrits), il y eut sa foi à ne pas perdre, son amour à sauver. Il a gardé sa foi, il a sauvé son amour, il a donné sa vie : "le premier", dit Alain — Oui, le premier partout, le premier de cette promotion d’immolés : Philippe Borrell. O ! destins inégaux ! Philippe Borrell m’oblige à m’interroger sur ma vie préservée et comblée. ».

## Œuvres principales

### Ouvrages
- Benoît Spinoza, 1911[26]
- Spinoza, interprète du Judaïsme et du Christianisme, Annales de philosophie chrétienne, 1911-1912, vol. II, p. 50-84 ; 113-131 ; 267-298[27]
- Épictète, inachevé

### Articles dansLe Sillon
- Au lycée, deux lettres, septembre 1905, p. 219-222[28]
- De l'action directe au coup d'État, janvier 1907, p. 54-58[29]
- Lamartine et les idées républicaines en 1848, mars 1907, p. 186-190[30]
- La Révolution de 1793 fut-elle antireligieuse ?, avril 1907, p. 296-302[31]
- Une municipalité pendant la Révolution, septembre 1909, p. 187-190[32]
- L'État et l'enseignement, mai 1910, p. 201-206[33]
- Histoire des partis en France : Le Parti socialiste unifié, juillet 1910, p. 44-60[34]